# Batman: The Killing Joke
Batman: The Killing Joke —en español: Batman: la broma asesina, conocida también en Hispanoamérica como Batman: la broma macabra y Batman: la broma mortal— es una novela gráfica de Batman publicada por la editorial estadounidense DC Comics en 1988, escrita por Alan Moore, dibujada por Brian Bolland y coloreada por John Higgins. Su título ha sido traducido al español con más de una variación debido a que es una expresión en inglés inexistente en el primer idioma, que se refiere a dos lecturas o sentidos: «Una broma para morir de la risa», y a su vez a la oscura referencia humorística de un asesinato criminal. La obra iba a ser publicada originalmente en 1987, pero su lanzamiento se retrasó un año por diversos problemas. La historia examina el trasfondo del villano conocido como el Joker y muestra sus orígenes y primer encuentro con el Hombre Murciélago. La historia del cómic es famosa por su nudo argumental, en el cual el villano decide atacar al jefe de policía de Gotham James Gordon, a quien intenta volver loco, y a su hija Barbara, a quien dejaría paralítica luego de dispararle a quemarropa.
La historia trata sobre temas como la locura, la maldad y el bien. Su escritor expone al héroe y al villano como dos personajes sumamente parecidos y alude a que ambos pasaron por momentos muy difíciles, que los llevaron a convertirse en lo que son. También expone la posibilidad de que Batman esté tan enfermo mentalmente como el Joker, con la diferencia fundamental de que El Caballero Oscuro demuestra y canaliza su locura de forma diferente. The Killing Joke presenta numerosas influencias de la obra anterior del escritor, Watchmen, y tiene prácticamente el mismo estilo en el uso de las viñetas y diversas técnicas de representación gráfica, en las que cambian tanto los colores como los estilos de diseño. La novela se volvió una de las historias más importantes del Joker y de la editorial y fue una de las pocas que se decidió conservar intactas en el relanzamiento que DC hizo de todas sus historias en septiembre de 2011 como parte de su nueva línea argumental titulada The New 52. El reinicio se debió a que deseaban darle nueva vida a sus personajes para atraer a lectores más jóvenes. La obra también sirvió de inspiración para un gran número de adaptaciones y trabajos cinematográficos sobre Batman, así como para diversos espectáculos.
DC Comics publicó Batman: The Killing Joke tanto en los Estados Unidos como en Canadá y diversas tiendas en línea o editoriales la distribuyeron en Australia, Irlanda, el Reino Unido y otros países, siendo algunas de las más conocidas Amazon.com, Barnes & Noble y Waterstone's. La historia recibió diversos comentarios de parte de los críticos especializados, y si bien tuvo una buena acogida de parte de los lectores, posteriormente recibió un terrible rechazo de parte del propio Alan Moore, quien alegó nunca sentirse satisfecho con su trabajo. La obra también fue criticada duramente por el ataque del Joker a Barbara Gordon, quien antes del suceso era la heroína Batgirl. Para celebrar el vigésimo aniversario de la novela, DC Comics lanzó una edición especial de la obra que incluía una introducción y numerosas páginas extra, y además fue recoloreada por completo por Bolland, con el fin de darle al cómic la dimensión oscura que tenía originalmente planeada para la obra.

## Trama
La historieta comienza con la visita de Batman al manicomio Arkham para hablar con el Joker sobre su futuro y, así, intentar evitar que uno asesine al otro si continúan enfrentándose. Después de intentar razonar con el villano, Batman descubre que éste en realidad se ha fugado del hospital dejando un señuelo en su celda. Posteriormente a que el héroe decida iniciar su búsqueda del Joker se procede a mostrar cómo es que al escapar del manicomio decide adueñarse de un parque de atracciones asesinando a su dueño y parte de su origen a través de una serie de flashbacks que muestran los problemas financieros que tenía desempeñándose como cómico, por los cuales apenas podía mantener a su esposa embarazada.

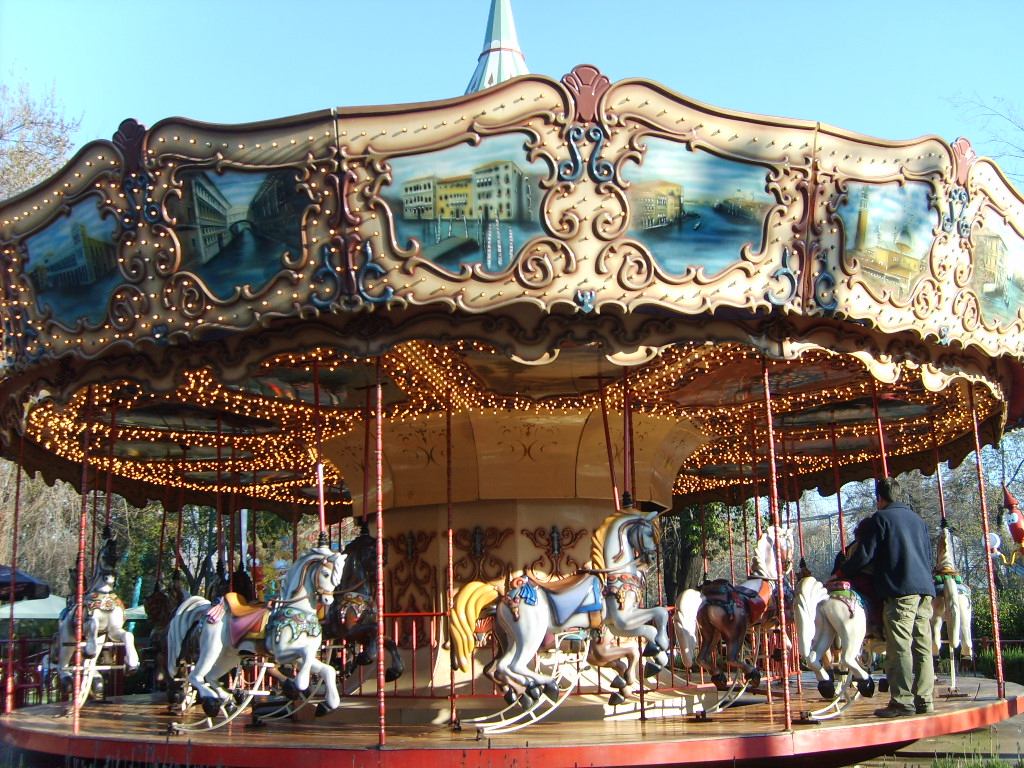
El clímax de la historia se desarrolla en un parque de atracciones abandonado.

Paralelamente el comisario de policía James Gordon se encuentra en su apartamento junto a su hija Barbara revisando numerosas noticias sobre el villano fugado; cuando alguien llama a su puerta, ella es quien abre, recibiendo un disparo a quemarropa de parte del Joker al abrirse la puerta. Después de que los secuaces del psicópata golpeen y se lleven al padre de Barbara, ella es fotografiada desnuda y ensangrentada por su atacante quien dice hacerlo «para probar un punto de vista». Pasado todo esto otra serie de flashbacks muestra cómo es que el joven cómico que después se convertiría en el Joker decide realizar un robo a una vieja planta de tratamiento de químicos en la que trabajó, con el fin de darle un mejor futuro a su hijo. Una vez que finaliza el trato con los matones que le ayudaran a dar el golpe el joven descubre que su esposa ha muerto electrocutada en la casa que tenían alquilada. Sin motivos para realizar el robo el comediante es forzado por sus secuaces a ayudarlos y a servir como el líder del grupo (ya que él sabía cómo moverse a través de la planta) y obligado a vestirse como el famoso villano Red Hood. Cuando están por concretar su gran golpe los ladrones son descubiertos por el personal de seguridad de la planta, luego de que los matones mueren baleados —y el único que queda es el comediante— este es sorprendido y perseguido por Batman, que está investigando el disturbio. Para escapar, el comediante salta a un gran depósito de residuos químicos y llega al exterior por una tubería. Ya en el exterior, descubre que los residuos le han dejado la piel blanca, el cabello verde y los labios rojos, alterando permanentemente su apariencia. Esto, unido a la pérdida de su familia, le hace volverse completamente loco y convertirse en el Joker.
En la actualidad, Batman busca al Joker al descubrir que fue quien atacó a su aliada y quien raptó a James Gordon, esto después de ir a visitar al hospital a la joven y enterarse de que el ataque la dejó paralítica de por vida. En su parque de atracciones el villano tortura a Gordon mostrándole las fotos de su hija desnuda y utilizando electricidad con el fin de según él: «Demostrarle al mundo que es más simple acercarse a la locura y que un mal día puede hacer que hasta el más cuerdo de los hombres enloquezca». Cuando Batman encuentra al jefe de la policía de Gotham en una celda desnudo y sin habla decide ir en busca del Joker para devolverlo al manicomio Arkham e intentar demostrarle que siempre hay otra salida en vez de la locura, luego de que el villano se compare con Batman aludiendo a que él también debió tener un mal día —que lo motivó a vestirse de murciélago— este es detenido y golpeado por el héroe quien le revela que Gordon fue capaz de resistir su tortura. La novela gráfica finaliza con Batman diciéndole al Joker que no quiere herirlo ni hacerle daño y le da la propuesta que se rinda para poder ayudarlo y rehabilitarlo para que se recupere de su locura pero el Joker le dice no, ya que según él, es demasiado tarde para ayudarlo, así que cuenta un chiste cosa que hace reír a Batman.

Había una vez dos tipos en un manicomio y una noche deciden que ya no les gusta vivir en él. ¡Así que deciden escaparse! Entonces se suben al tejado y ahí, ven las azoteas de los edificios de la ciudad, que se pierden en el horizonte bajo la luz de la luna [...] que se pierden hacia la libertad. El primer tipo da un salto y cruza sin problemas. Pero su amigo no se atreve —porque teme caerse—. Entonces el que ha saltado tiene una idea y dice: «Llevo una linterna encima alumbraré con ella la distancia que separa ambos edificios para que así puedas caminar por el haz de luz». Pero el otro niega con la cabeza, y dice: «¿Pero acaso crees que estoy loco?. ¡La apagarías cuando fuera por la mitad!».

## Elaboración del cómic

### Antecedentes y creación
Batman: The Killing Joke fue escrito por Alan Moore, un guionista de cómics británico conocido por su trabajo en novelas gráficas como Watchmen, V for Vendetta y From Hell y por ser un escritor con un intrínseco conocimiento histórico de las historietas, pudiendo gracias a eso utilizar numerosas posibilidades metafóricas. Con él colaboró el dibujante de cómics —también británico— Brian Bolland, quien anteriormente trabajó en la serie limitada Camelot 3000 y en los cómics en los que aparecía el personaje Judge Dredd. La novela comenzó a planearse en 1984 y la idea original era que se tratara de una aventura entre Batman y Judge Dredd, pero fue desechada después de que el editor de cómics Len Wein la considerara poco viable y le comentara al guionista que lo mejor sería hacer una historia con personajes de la serie de Batman. Moore decidió iniciar en ese año una nueva obra junto con Bolland en la que el Joker fuera el personaje central, esto luego de que el artista seleccionara a su nuevo protagonista. Después de que Moore completara la historia, Bolland inició la escenificación, proceso en el que creó originalmente 128 páginas, pero cuando el editor original de Batman: The Killing Joke fue reemplazado por Dennis O'Neil, quien estaba concentrándose en desarrollar las obras Batman: Year One y Batman: The Dark Knight Returns la novela de Moore debió retrasarse. El trabajo de las ilustraciones demoró casi dos años en completarse, teniendo en general pocas intromisiones de parte del editor, quien dijo a esto:

«Es un problema de los editores que no deseaba tener, no quería tener que estar molestando a nadie. Así que traté de contratar a profesionales que cumplieran con lo que dijeron que harían. [...] Con otros artistas siempre se debía establecer una fecha límite y eso era algo horrible».
Dennis O'Neil.

Respecto al estilo de la obra Moore comentó que el escribirla justo después de finalizar Watchmen provocó que terminara utilizando el mismo estilo de narración y posteriormente agregó al referirse a su idea de paralizar permanentemente a Barbara Gordon: «Le pregunté a los de DC si tenían algún problema respecto a lo que le haría al personaje que fuera Batgirl en ese tiempo, recuerdo hablar con Len Wein —editor de la obra en ese momento— y escucharle decirme que "lisiara a la perra". Probablemente fue una de las áreas donde me tenían que haber refrenado, pero no lo hicieron».
El contenido de la obra se entrelaza con algunas de las primeras historietas de DC Comics, ya que muestra como el joven comediante es obligado a vestirse como el villano conocido por el nombre de Red Hood, que apareció originalmente en el cómic de 1951 Batman n.º 1 titulado como: «The Man Behind the Red Hood» («El hombre tras la capucha roja») y Detective Comics n.º 168, de quien se desconocía la identidad hasta el momento de publicarse la novela gráfica. Luego de trabajar en Watchmen y Judge Dredd respectivamente los artistas John Higgins y Richard Starkings fueron contratados como colorista y como rotulador. Una vez finalizados los trabajos en la obra su publicación se programó finalmente para 1987, pero por diversos problemas editoriales terminó apareciendo en el mercado en 1988. En oportunidades posteriores a la publicación, Bolland aseguró que Batman: The Killing Joke no fue instigado totalmente por Moore, sino por él mismo, y aludió lo que él llamó como: «Grandes deseos de trabajar con uno de los guionistas más aclamados [de ese momento]». El artista también se refirió a cuáles fueron los retos de participar en la obra: «Uno de los problemas a superar era el sentimiento de que esto es lo mejor que pude hacer en mi carrera, yo solo deseaba en esos momentos estar a la altura de mis expectativas».

### Temas y contenido
La novela tiene como temas centrales a los distintos polos de la ley —acompañada de la lucidez— y el mal que se une a la locura. Moore se basa en la idea de dos personalidades que son icónicas, representativas tanto del bien como del mal. Dentro de la historia se toman los temas de la superación de adversidades, de ver cuanto es capaz de aguantar el humano hasta perder dicha humanidad; esto es mostrado mediante el intento del Joker de mostrar que el jefe de policía puede perder la razón y cometer crímenes bajo la presión adecuada. Para lograr su objetivo el villano busca una comparativa entre las cosas que recuerda y no puede soportar de su pasado (como la pérdida de su esposa embarazada) y su elaborado plan con el que busca que Gordon se despida de su cordura y decida matarlo olvidándose de las leyes y de su función en la sociedad. Luis Miguel Artabe describiendo la obra para el sitio web Tebeosfera, dijo: «Formalmente, la obra es una sucesión de caminos paralelos, saltos espaciales y temporales que terminan reuniéndose con la llegada del héroe al parque en el que se esconde el villano.»
Otro de los temas de la novela es la posibilidad de que Batman esté tan loco como los criminales que combate, pero manifestando dicha locura de una forma diferente. Respecto a esto Moore comentó en una entrevista: «Batman y el Joker son reflejos uno del otro». Geoff Klock, autor del libro How to Read Superhero Comics and Why, realizó un análisis de los personajes y su papel en la historia en el que señaló: «Batman y el Joker no son otra cosa que el resultado de un mal día. El héroe gasta su tiempo forjando su vida a partir de dicho día, mientras que el villano refleja lo absurdo de la vida y su injusticia». Además de servir para profundizar en el estado mental del propio Batman se muestra como el héroe es imperfecto, al señalar sus peores momentos y sus dolores del pasado, y como fue su mal día personal lo que lo llevó a tomar el manto de murciélago. El Joker sirve a la historia como un narrador poco fiable, ya que el personaje admite que tiene pocos recuerdos o bien memorias modificadas de lo que ocurrió con él antes de volverse loco (argumentando que «si va a tener un pasado prefiere que sea uno de opción múltiple»), lo que provoca que el lector no sepa si lo mostrado como su pasado es algo oficial, y evitando así también que el narrador omnisciente —que participa en pocas ocasiones dentro de la obra— deba entrar en la mente de los personajes, ya que son ellos mismos quienes comentan lo que ocurre en sus pensamientos. Los recuerdos del villano también sirven para acentuar la imagen de un mundo dentro del universo de DC Comics lleno de violencia y nihilismo moral. En la novela se aprecia a un Joker despiadado, que extrema sus métodos para realizar fechorías que no van dirigidas a cosas como dinero, poder político o drogas. Lo que él busca es, de alguna manera, algo más metafísico, algo que se relaciona con el interior de cada ser humano. La historia de su origen también sirve para humanizar al personaje volviéndolo trágico y acercándolo al héroe. Rafael Valle en el artículo que escribió para el diario La Tercera en honor del cómic declaró:

«Moore es un guionista que planeó la historia cuadro por cuadro, junto a Bolland logró crear algo con un ambiente sombrío, pesadillesco, que estaba muy emparentado con Watchmen por su modelo de relato en forma de puzle y un montaje prácticamente cinematográfico. [...] Esta historia también presenta momentos de lucidez, demostrados por los diálogos de Batman, entre los que destaca la pregunta: ¿cómo puede ser que dos personas que no se conocen se odien tanto?. [...] Los lectores presenciamos una historia que escarba en el vínculo demencial de dos personajes que han pasado años en mutua persecución.»

Es posible realizar diversas comparaciones dentro de la obra, para demostrarlas Moore utiliza saltos espacio temporales con numerosas similitudes entre las imágenes de la preparación del plan del psicópata y las de la transformación del comediante. Algunos de los diálogos utilizados por el guionista se repiten, ironizando el combate final entre héroe y villano, de estos los más importantes son los que presentan las palabras de Batman al Joker al momento en que el héroe ingresa a Arkham y posteriormente cuando el villano es devuelto ahí: «Vengo a hablar. [...] He estado pensando últimamente, sobre tú y yo. Sobre lo que va a ocurrirnos al final. Nos mataremos el uno al otro. [...] Puede que me mates. Quizás te mate yo antes. Solo quería sentir que había intentado hablar las cosas y evitar que ocurran.» Otra forma metafórica utilizada por Moore para demostrar el hecho de que dentro de la historia todo terminará como inició es el uso de viñetas que muestran las ondas producidas por la lluvia en un charco que también se repiten tanto al inicio como al final de la historia.
Estéticamente hablando se utiliza una gran gama de efectos visuales, tales como composiciones de imagen y color en las que se unen puntos diversos de la trama. Algunos ejemplos de esto son el uso de un payaso en referencia a la difunta esposa del protagonista, la posición en la que el comediante se lanza a los desechos, la misma en la que es torturado James Gordon, entre otras. También son utilizados de forma diferente las viñetas, siendo algunas mucho más grandes de lo normal, haciendo que el lector deba detenerse para ver con más atención todos los detalles que entran en esta, produciendo un efecto de cámara lenta en la lectura. Para diferenciar los niveles narrativos Higgins usó diferentes esquemas de colores, mientras las cosas que ocurren en la actualidad son presentadas a todo color el pasado está en tono sepia. Se transfiere en reiteradas ocasiones la imagen de los personajes desde las viñetas que representan el pasado del villano a las que muestran su presente, indicando así un recuerdo y recalcando que lo mostrado proviene de la conciencia del Joker.

### Personajes

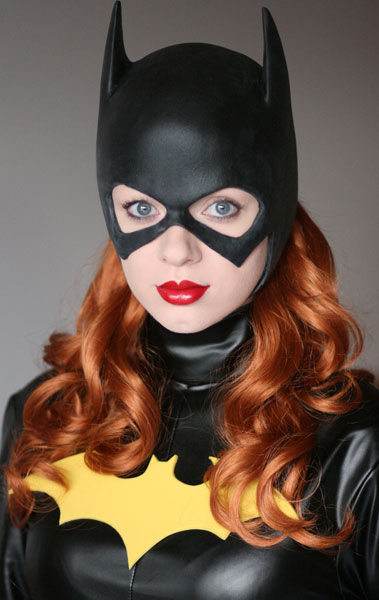
Batman: The Killing Joke no solo sirve para mostrar el origen del Joker, sino que también es el punto de arranque de la nueva identidad de Barbara Gordon. En la imagen una cosplayer personificando a Batgirl.

La base del argumento gira en torno al Joker, Batman y James Gordon siendo el objetivo del villano generar la ruptura mental de este último dejándolo tan enfermo como él está; valiéndose para esto de atacar a quien es la persona más importante del personaje, su hija Barbara —quien secretamente se desempeñaba como la heroína Batgirl hasta antes del ataque—. En Batman: The Killing Joke Moore explora la psicología de Batman, el Joker y Gordon teniendo a este último como punto de referencia de las historias presentadas. También hay otros personajes que realizan apariciones; los villanos conocidos como Dos Caras y Pingüino hacen cameos en fotografías de la computadora de Batman, mientras que el mayordomo del héroe Alfred Pennyworth y el detective de Gotham Harvey Bullock tienen breves apariciones con diálogo.
El Joker carecía de un pasado definido hasta la publicación de la novela, ya que al inicio de sus apariciones en las historietas de la editorial DC lo hizo caracterizado como el payaso loco que se volvió tan conocido. Moore cuenta la historia del villano, presentándolo como un hombre fracasado, con una esposa embarazada a la que debe y no puede alimentar o proporcionar un hogar. La figura con la que el guionista presentó a Batman al igual que a su identidad secreta —Bruce Wayne— dentro de la obra es tenebrosa, por momentos muy cercana a la del villano; no como fuera retratado en otras ocasiones —al igual que otros superhéroes— como un ser acartonado y devoto del bien. Esto se debe no solo a la idea de Moore de acercar a los personajes y señalar sus similitudes sino también a que es comentado dentro de la novela lo que creó al propio héroe: Wayne vio morir a sus padres —quienes fueron asesinados frente a sus ojos cuando era un niño—, debiendo ser cuidado posteriormente por su mayordomo.
El plan del Joker de llevar a Gordon por su tour de la locura inicia cuando se presenta en su casa vistiendo una camisa hawaiana y le dispara a su hija para luego fotografiarla desnuda y mostrarle dichas fotos, intentando así volverlo loco. Gordon es llevado en un vagón de montaña rusa atado y amordazado de forma masoquista a través del paseo de la locura, pero al finalizar dicha tortura logra mantener su cordura y su fuerza de voluntad superando el ataque, incluso decidiendo que el villano no debe morir y que debe enfrentar como sea a la justicia. DC retiró oficialmente al personaje de Barbara Gordon en el one shot Batgirl Special n.º 1 publicado en julio de 1988, que contenía la historia titulada «The Last Batgirl Story» («La última historia de Batgirl»). Conforme los años pasaron la identidad secreta de Batgirl fue tomada por Cassandra Cain y después por Stephanie Brown. La historia de Moore sirve como un nuevo punto de inicio para el personaje de Barbara, quien al terminar en una silla de ruedas decide seguir ayudando a sus aliados como la informante Oráculo, su primera aparición con dicha identidad se llevó a cabo en el n.º 23 de la serie Suicide Squad publicado en enero de 1989. Conforme el tiempo pasó se volvió un personaje secundario en numerosas series de Batman como su principal fuente de información y coprotagonizó junto a Canario Negro la serie de historietas Birds of Prey.

## Continuidad
Diversas obras repasan lo ocurrido en Batman: The Killing Joke, de las cuales las más conocidas son The Batman Chronicles y Batman and Robin; en la primera Oráculo le comenta a Bruce qué sabe de la broma —con la que termina la novela—, mientras que la segunda muestra como Batman le consigue una nueva columna a su hijo Damian después de que resultara gravemente herido —que no realizó por Barbara—. Adam Hughes creó, para el número 75 de la serie Superman/Batman, una historia de 2 páginas en la que se detallaron las tragedias de Oráculo y los triunfos de Supergirl, la breve sucesión de imágenes llamada World End... but Life Goes On («El mundo termina... pero la vida sigue») contrasta la vida de las heroínas. También hay otros cómics que continúan o bien complementan la historia:
- Batman: Gotham Knights: en su arco argumental llamado Pushback (2004) que inicia en la historieta n.º 50 y finaliza en la 55 es mostrado como la esposa del comediante es en realidad asesinada.[38] La historia cuyo guion creó A. J. Lieberman y que dibujó Alejandro Barrionuevo es narrada por el villano Riddler, quien cuenta como la mujer es atacada por los matones a los que él contrato para robar la vieja fábrica en la que antes trabajaba. Conforme continúa se muestra que los hombres realizaron ese crimen para poder doblegar al joven y obligarlo a guiarlos a través de la fábrica sin que él tuviera razones para negarse a cometer el robo.[38]

- Booster Gold: «No Joke» (2007) es como se titula la quinta historieta de la serie protagonizada por el personaje homónimo, escrita por Geoff Johns con la ayuda de Jeff Katz y dibujada por Dan Jurgens.[39] En la historia Booster es enviado al pasado por Rip Hunter para que impida que Barbara sea atacada por el Joker. Según el relato el viajero arribó justo en el momento en que el villano se apoderó del parque de atracciones y reclutó a sus ayudantes, luego de ser atacado por ellos y lograr escapar Booster se da cuenta de que se le hizo demasiado tarde para salvar a la hija del jefe de policía. Al entrar en el departamento de Gordon el joven héroe decide atacar al Joker justo cuando está tomando las fotografías, pero termina vencido por él, quien también decide fotografiarlo desnudo y herido. La historieta finaliza mostrando como Booster realizó numerosos viajes temporales intentando salvar a Barbara que fracasaron rotundamente y como Hunter analiza la situación y comenta: «Ella estaba destinada a convertirse en la luchadora contra el crimen conocida como Oráculo. Esa era la forma en la que debía ser. El Joker siempre le dispararía».[19]

- The Brave and the Bold: «Ladies' Night» (2010) es el cómic n.º 33 de la serie, protagonizado por Zatanna, la Mujer Maravilla y Batgirl.[40] La historia escrita por J. Michael Straczynski y dibujada por el artista Cliff Chiang como una precuela muestra que la heroína y hechicera Zatanna decide darle una de las mejores noches de su vida a la en ese entonces Batgirl junto a la Mujer Maravilla llevándola de fiesta por Gotham, todo esto después de tener una visión en la que distingue al Joker atacándola.[41] Conforme la trama progresa, la Mujer Maravilla se entera de la visión de su amiga y del destino de Barbara, decidiendo comentarle a esta última sobre las pitonisas del Oráculo de Delfos y como cuando alguien con habilidades como las de las pitonisas tiene una visión siempre se cumple —sin comentarle que Zatanna tuvo una sobre ella—. Al finalizar la historieta se revela como todo fue un sueño de la propia Oráculo sobre la noche anterior al ataque.[42]

## Formato y ediciones

### Lanzamiento y promoción
Batman: The Killing Joke se publicó por primera vez en marzo de 1988 como un thriller psicológico autoconclusivo que es protagonizado por el Joker, originalmente fue distribuido a un precio de $ 3,50 —bastante mayor al de los cómics de la época—; en un formato prestigio —26 x 17 cm— de 48 páginas, que se mantuvo en prácticamente todas sus reediciones. La edición española, distribuida por Ediciones Zinco, fue publicada con un formato de encuadernación en rústica que emulaba el tamaño y las propiedades de la edición original estadounidense. La traductora fue Dunia Gras y su rotulista Fernando Miranda. Norma Editorial publicó una reedición en 2002 con el mismo tamaño y número de páginas, pero reemplazó a la traductora por Ernest Riera. La versión del vigésimo aniversario —denominada edición Deluxe en los Estados Unidos y Absolute en España— se publicó con un total de 64 páginas más sus cubiertas con encuadernación cartoné —32,5 x 21,5 cm— y su traducción estuvo a cargo de Raúl Sastre. Las portadas se mantuvieron en general sin cambios mayores conforme las reimpresiones se publicaban, en todas se utilizó el mismo diseño de título y se conservó la imagen del villano sacando una foto, pero variaron los tonos entre los colores para el nombre, los datos incluidos en la portada —de amarillo a verde y en instancias menores rojo— y los niveles de degradado de la imagen central.
La promoción original apareció en diversas historietas publicadas entre enero y febrero de 1988 con la frase: «Más allá de la maldad está la locura. Más allá de la locura está el Joker». Conforme los años pasaron DC Comics promocionó la obra de diversas formas, fue incorporada en el tomo compilatorio creado en honor a Moore llamado DC Universe: The Stories of Alan Moore que contenía además otras quince historias escritas por él. La editorial también dispuso para sus lectores una estatua representativa del Joker en sus escenas en las que torturaba a James Gordon. Dicha representación creada por la compañía ArtFX fue confeccionada en plástico e incluía un detector de movimiento para la activación de un pequeño led ubicado en la cámara del villano. En junio de 2004 lanzaron un póster en el que se puede apreciar al Joker decir: «¡Sonríe!», como lo hace en la portada del cómic —en donde aparece tomando una foto—. Mientras que en octubre de 2008 lanzaron otra estatua del villano, en la representación viste de la misma forma en que se encontraba al atacar a Barbara —con una camisa hawaiana—; Dicho artículo forma parte de los productos de colección denominados Secret Files: Batman Rogues.

### Edición de aniversario
En conmemoración a su vigésimo aniversario la editorial lanzó una edición especial en marzo de 2008. Dicho formato de la novela incluía la historia creada por Bolland para el primer tomo recopilatorio de la saga Batman: Black & White, una introducción creada por Tim Sale y páginas con bocetos preliminares originales, además de estar completamente recolorada por Bolland. En el epílogo de la edición de 2008 Bolland comentó: «Los observadores agudos notarán que cada página tiene algo ligeramente distinto en comparación con la edición de hace veinte años». También explicó que fueron los avances tecnológicos y los nuevos programas de dibujo y diseño lo que le permitió «mejorar» la novela, cosas que antes no estaban y que hacían imprescindible el trabajo de Higgins. La reedición incluye la historia creada, ilustrada y escrita por Bolland titulada «An Innocent Guy». En la pequeña historia el protagonista, comparado con Mark David Chapman por Joseph Szadkowski del diario The Washington Times —ya que sueña con asesinar a los grandes villanos de la ciudad—, es un joven que relata y muestra como solo los escritores y los fanes son los que pueden eliminar al héroe encapuchado. Respecto a esta historia el artista comentó: «Conforme me alejé de la idea de trabajar con otros escritores y coloristas, surgió la tentación de hacer una historia creada totalmente por mí. Me di el permiso de dibujar todas las escenas que no había tenido la oportunidad de hacer con Moore».

### Distribución

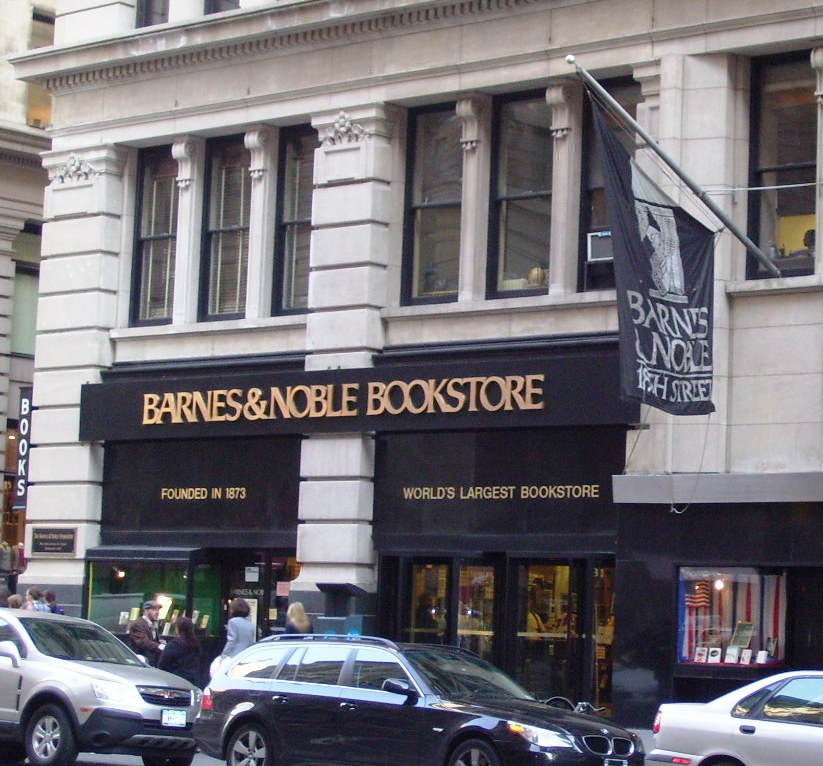
Librería Barnes & Noble en el 105 Fifth Avenue, Manhattan, Nueva York.

Variados sitios web, editoriales y tiendas de libros distribuyeron o reeditaron Batman: The Killing Joke. En los Estados Unidos las páginas web de ventas Amazon.com y Alibris.com —esta última especializada en la venta de libros y cómics— pusieron a disposición de sus clientes la novela gráfica en diversas ediciones. La mayor tienda de cómics de la ciudad de Nueva York Midtown Comics, la distribuyó a través de sus tiendas ubicadas en los alrededores de Manhattan y la Warner Bros. la dispuso en formato cartoné a través de su sitio oficial para ventas en línea a un precio de $17,95. Barnes & Noble, la mayor librería estadounidense, la comercializó solo en su versión de lujo utilizando su cadena de ventas conocida como Barnes & Noble Booksellers. En el Reino Unido la librería Waterstone's la distribuyó a partir de marzo de 2008, mientras que Amazon.com también lo hizo a través de su página inglesa,[ la cadena de librerías web AbeBooks lanzó Batman: The Killing Joke en dicho país, así como en Alemania y Francia. En España formó parte de la colección que publicó Planeta DeAgostini sobre Batman, fue el libro número dieciséis en salir a la venta dentro de 2010. También fue distribuida en dicho país por Ediciones Zinco y Norma en 1989 y 2002 respectivamente, mientras que el sitio web Planetacomic distribuyó la versión de lujo de la novela. La editorial Unlimited del diario La Tercera la puso a la venta el 13 de junio de 2011 en Chile, mientras que en Perú el diario Perú.21 la publicó el 16 de marzo de 2011. Amazon.com también la comercializó en Canadá, pero entregando una edición que se publicó en dicho país en 1995. La editorial Random House lanzó y distribuyó la edición de 2008 en Australia a partir de agosto de dicho año, y en Irlanda esa edición fue distribuida por la cadena de librerías Forbidden Planet, la cual lo puso a disposición de sus clientes con el subtítulo de Titan Edition.

## Recepción

### Respuesta crítica
La reacción de la crítica y de los lectores en general frente a la novela gráfica resultó variada. Fue repudiada por su propio guionista, quien nunca se sintió satisfecho con el resultado final y comentó: «Creo que no es un libro muy bueno. No dice nada de gran interés». Diversas publicaciones y páginas web la consideran, junto con Batman: The Dark Knight Returns y Batman: Year One, una de las mejores novelas de Batman. Respecto a esta y otras historietas, el escritor de cómics Tim Sale opinó: «Para los que nos manteníamos con la nariz en el escaparate de las tiendas de cómics en los años de la década de 1980, los títulos Batman: The Dark Knight Returns, Watchmen, Batman: Year One y Batman: The Killing Joke supusieron una renovación para la industria. Los personajes (a excepción de los de Watchmen) llevaban años en acción, pero la sensación de aire fresco llegó gracias a Frank Miller y a los británicos Alan Moore, Brian Bolland, John Higgins, Richard Starkings y Dave Gibbons, que tantas posibilidades vieron en ellos». En su libro Alan Moore: la autopsia del héroe, J. J. Vargas la describió de forma negativa como un juego metanarrativo de dos personajes destinados a enfrentarse en una continuidad más afín a lo comercial que a lo humano. Moore comentó sobre su trabajo en el libro The Extraordinary Works of Alan Moore:

«Definitivamente, al final del día, es una historia sobre Batman y el Joker, no trata sobre nada que vayas a encontrar en la vida real, porque ambos personajes no son como cualquier ser humano que haya vivido jamás. No proporciona ninguna información humana importante. Ahora, dicho esto, sé que he soltado pestes implacablemente desde que salió. Quiero decir que cuando me molesto con algo, me dura décadas. Por otro lado, he visto los demás —ha habido peores libros de Batman— y probablemente no es tan malo como lo he pintado. Ciertamente se han hecho peores cosas con Batman o con muchos otros en ese sentido. Así que en contexto, no es tan mal libro como dije que era. Eso en términos de lo que quiero de un trabajo propio. Sí, fue algo que yo pensé, que era torpe, mal interpretado y que no tenía importancia humana real. Trata solo de una pareja de personajes que no relata el mundo en modo alguno».

Los críticos comentaron la obra denominándola como la que «acabó por diseccionar los cómics de superhéroes, definiéndonos y encauzándolos por muchas décadas», y dijeron que «se convirtió en una de las grandes historias del periodo del siglo xx». Otros comentarios alabándola remarcaban su elaboración e impresión, descrita como: «Asombrosa y realizada con tanta limpieza y pulcritud que no se parecía a ninguna otra novela gráfica, convirtiéndose así no solo en uno más de los cómics de Batman». Respecto al guion creado por Moore y el trabajo de los artistas en la página web de la revista española The Cult comentaron que «deslumbran con su representación de lo mundano, creando algo tan explosivo que solo después te puedas dar cuenta de lo bien que te engatusaron». En su artículo sobre la novela los del sitio web Zona Negativa dijeron que si se tilda como una de las mejores de Moore, no es menos el trabajo de Bolland, quien demostró como debería ser el «artista perfecto de cómics»; transmitiendo los sentimientos más difíciles, creando algunas de las viñetas que quedaran en la memoria del lector para siempre: «Como aquella en la que Barbara abraza a Batman después de despertar en el hospital o aquellas que muestran a James Gordon desnudo, roto en el carrusel». Jorge Khoury del sitio CBR argumentó que Bolland demostró haber invertido todos sus recursos. Aludiendo a «que se puede ver que utilizó todo lo que sabía [y más], volviendo todo eso un trabajo único, arte creado gracias a su minucioso trabajo». Además agregó que su «brillantes lo convirtió en un éxito rotundo que captó la imaginación de todos los que lo leían» y que su «brutalidad e intensidad lo volvieron una de las historias más importantes de Batman». Hilary Goldstein de IGN dijo en su reseña que es «fácilmente la mejor historia del Joker jamás contada» y luego agregó que «los diálogos rítmicos de Moore y el arte orgánico de Bolland crearon una historia única a menudo imitada, pero nunca igualada». Aaron Albert de About.com mencionó: «Lo escrito por Moore "fue algo que dio en el clavo" y elogió el arte de Bolland calificándolo como "absolutamente realista y escalofriante en algunas secciones"». Otros comentarios aludieron a que los mayores puntos a favor de la novela son: «La calidad de trama y guion y el uso de colores para crear diferentes atmósferas de parte de Higgins, ayudando en las distintas transiciones o puntos violentos», y a que el tratamiento dado a los personajes «sigue siendo grandioso incluso para los estándares de hoy, tildando el trabajo de Bolland de "magnífico" y el color dado por Higgins de "refrescante", ya que en general cambia cada dos o tres páginas».
Dos imágenes fueron llamadas por la crítica como momentos del arte pop, la primera es el panel que muestra el nacer del Joker con su color de cabello y piel tan anormales y la segunda el conjunto de paneles que muestran las apariciones del villano Red Hood que están coloreadas de forma monocromática. Si bien la novela es considerada por muchos fanes como la «historia definitiva del Joker de todos los tiempos», y como «una de las historias más poderosas e inquietantes de Gotham»; otros comentaron que el plan del villano resulta demasiado elaborado para el personaje, y que la novela «sufre de dependencia a las reglas de la historia clásica de los superhéroes» no estando a la altura de las obras maestras anteriores de Moore: «Watchmen, V for Vendetta y The League of Extraordinary Gentlemen». Sobre la edición de aniversario lanzada en 2008 Van Jensen del sitio web ComicMix dijo: «Cada vez [que la leo] soy sorprendido por la forma en que Moore y Bolland se unieron para colocar tanta intensidad, ferocidad y humanidad en esas páginas». Los críticos comentaron que la versión original «era superada por la creada por Bolland» y que esta nueva apariencia le entregaba «una calidad atemporal», argumentando muchos que los nuevos colores fueron muy bien meditados y que encajan mejor con la historia que los de Higgins; utilizando una fría gama de color —en comparación a su calidez original— obteniendo como resultado un tono mucho más lúgubre y apropiado, resaltando como el cambio más destacado lo realizado a los flash backs; dejados íntegramente en blanco y negro, «haciendo a los lectores remontar al año 1951 con el colorido dado a la aparición del Joker como Red Hood en dichas imágenes». También se comentó que el nuevo tono (desteñido) dado a las secuencias retrospectivas «ayuda a hacer la transición entre las secciones de forma más fluida» y que gracias a esto el Joker saliendo de los desechos «tiene más impacto».
La novela fue objeto de la crítica hacia la forma en que fue tratado y expuesto el ataque a Barbara Gordon. El autor del libro Was Superman A Spy?: And Other Comic Book Legends Revealed Brian Cronin señaló que «[muchos de] los lectores sintieron que la violencia hacia Barbara era demasiada, e incluso Moore, en retrospectiva, ha expresado su descontento con la forma en que resultó la historia». El autor del libro de 2011 Dangerous Curves: Action Heroines, Gender, Fetishism, and Popular Culture Jeffrey A. Brown señaló a la novela como un ejemplo de la misoginia inherente de la industria de los cómics, en vista de «la relativamente desigual violencia a la que están sujetos los personajes femeninos». Posteriormente agregó: «Los personajes masculinos pueden ser gravemente heridos o asesinados, pero es más que probable que sean devueltos a su concepción original; las mujeres por su parte, tienen más probabilidades de accidentarse casualmente —pero de forma irremediable— como cuando Barbara Gordon (la Batgirl original) sufrió un ataque de parte del Joker —quien alegó hacerlo por diversión— quedando limitada a una silla de ruedas desde hace más de una década». Gail Simone incluyó la parálisis del personaje en su lista de «grandes personajes femeninos que habían sido asesinados, mutilados y rebajados», en la cual describe el fenómeno como «mujeres en la nevera» en referencia a una historia de 1994 de Linterna Verde en la que el personaje homónimo encontró el cuerpo de su novia mutilado en el refrigerador. Sharon Packer en su libro Superheroes and Superegos: Analyzing the Minds Behind the Masks, comento: «A quienquiera que opine que los críticos feministas han reaccionado exageradamente ante el accidente de Gordon le aconsejaría que consultara el material original [...] es sádico hasta el fondo. Se muestra a Barbara desnuda y mutilada, y las fotografías tomadas antes, durante y después del accidente se ponen delante de su padre, el inspector de policía, atado y amordazado. Lo que le hacen a ella va más allá de una mera incapacitación».

### Ventas y reconocimientos

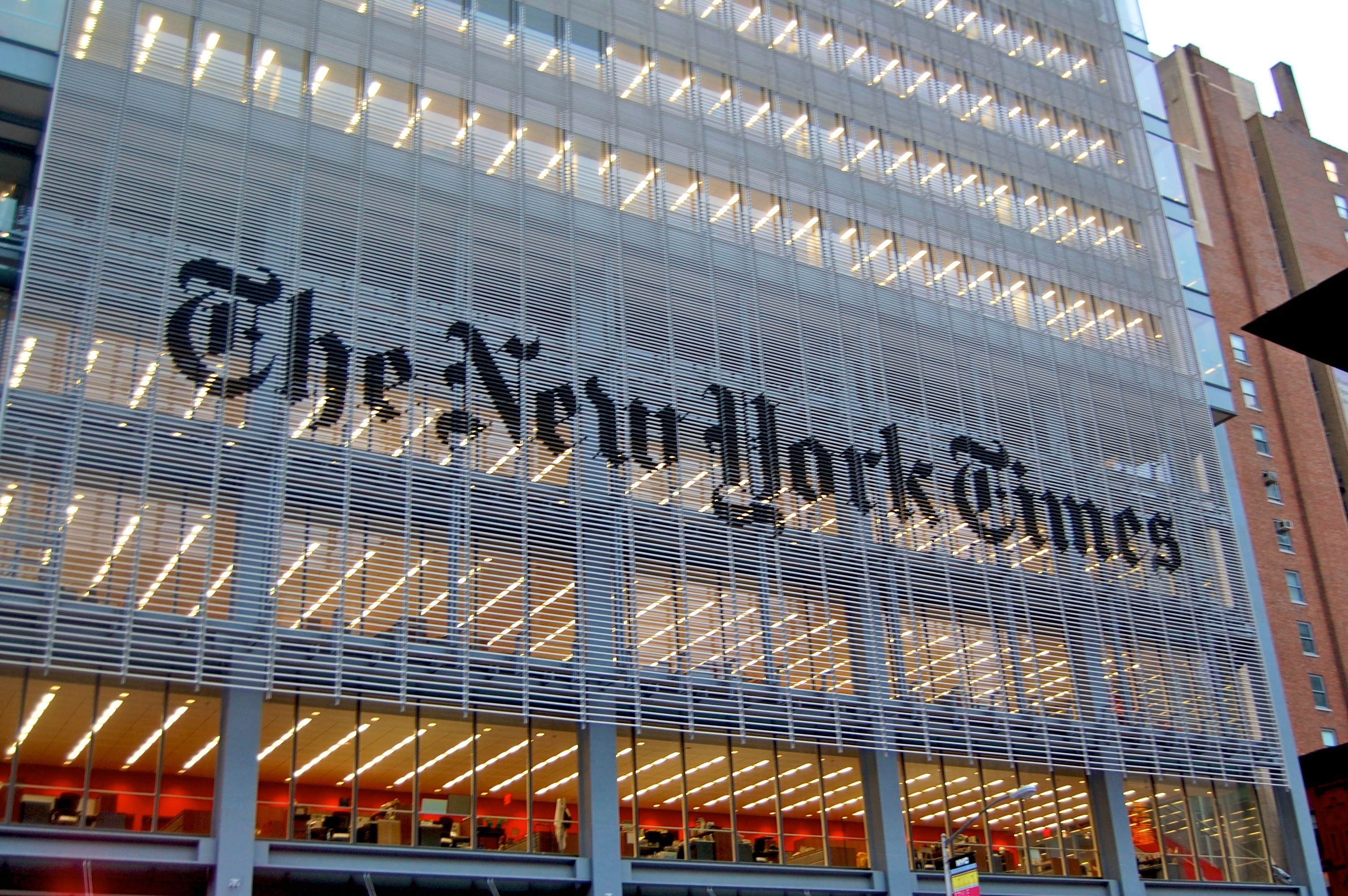
Entrada del edificio del diario The New York Times en Nueva York, ubicado en el 620 de la octava avenida. La novela gráfica ha estado 88 veces en su lista de best sellers.

Al momento de ser lanzada la novela se convirtió en un éxito de ventas. Batman: The Killing Joke fue reimpreso en trece ocasiones durante 1988 y nuevamente en marzo de 2008 y enero de 2009. La edición de lujo lanzada en marzo de 2008 se transformó en la novela gráfica más solicitada de dicho mes, al siguiente pasó al puesto número dos y en mayo de dicho año dio un salto al lugar 21 del Top 100 de ventas de cómics. Logró ingresar en la lista de best sellers del New York Times durante mayo de 2009 al vender más de 10 000 copias desde su reimpresión en enero del mismo año, estando superada solo por las historias Y: The Last Man y The Dark Tower: Treachery; posteriormente apareció en la lista en el segundo puesto en el mes de octubre, tras la saga Batman:Cacophony. El estreno de la película The Dark Knight Rises provocó que en agosto de 2012 las grandes obras de Batman alcanzaran los primeros puestos de las listas de ventas de libros del Reino Unido, donde Batman: The Killing Joke llegó a formar parte de los veinte primeros. El filme también afecto las ventas en los Estados Unidos donde se posicionó cuarta en las listas, justo tras Batman: Knightfall. Para el 9 de septiembre de 2012 ya había estado durante 88 semanas no consecutivas en las listas de ventas del New York Times logrando en esa misma posicionarse en el puesto número uno. Además apareció en el lugar 14 de la lista de las novelas gráficas mejor vendidas de 2012 publicada por el sitio Comicsbeat.com. En noviembre de 2008 se subastó una copia original de la última página de Batman: The Killing Joke en la Heritage Auctions en Dallas, Texas. El productor ejecutivo de la serie de HBO Curb Your Enthusiasm David Mandel pagó $31 000 dólares por ella, comentando posteriormente: «La historia termina con ellos riendo, tomando un tiempo para reír. [...] Como lector y escritor de comedias resonó en mi».
Respecto a los reconocimientos que la novela gráfica recibió se puede mencionar que el sitio web IGN la nombró la tercera mejor historia después de Batman: The Dark Knight Returns y Batman: Year One. Otro sitio que la honró fue Examiner, que la mencionó como una de las tres mejores historias del Joker de la edad moderna de los cómics, junto a las novelas gráficas Arkham Asylum: A Serious House on Serious Earth y Joker. El sitio también la incluyó como la décima obra dentro de su lista de «los diez [mejores] cómics de todos los tiempos». El sitio web Complex.com la nombró como el tercer mejor cómic de Batman dentro de su lista de los 25 mejores de todos los tiempos, y el disparo dado por el villano a Barbara fue puesto por el sitio web Comicbook.com en su blog oficial como el segundo momento más memorable del Joker, solo superado por el asesinato cometido por su parte al segundo Robin, Jason Todd. La revista inglesa SciFiNow posicionó a la novela en el puesto número seis de su lista de las diez mejores de Batman, mientras que la revista Rolling Stone la puso en el número tres de su lista de «las quince novelas gráficas esenciales de Batman». En la lista de cosas que «representan una pasión de la cultura pop» para el director de cine Edgar Wright de la revista Entertainment Weekly la obra de Moore se ubica en el n.° 3. El diario Chicago Tribune entregó un artículo en el que mencionaron a Moore como «el autor que reinvento los cómics» que incluía una lista de las obras que designaron como «sus clásicos», Batman: The Killing Joke estaba en la posición número tres. MTV publicó en su sitio web una lista con las que denominó como «las 10 mejores novelas gráficas de Batman», dicha lista era una guía en la que se recomendaba como regalo cada uno de dichos cómics, la novela de Moore se ubicó como el séptimo obsequio propuesto, acompañado de un comentario: «La clásica historia de Moore que reinvento al Joker [...] esta llena de puntos controversiales, este origen del villano es esencial para cualquier fan».

### Premios y nominaciones
Batman: The Killing Joke también recibió distintas nominaciones en algunas ceremonias de premiación. A continuación, una pequeña lista con las candidaturas que obtuvo y sus resultados:
| Año  | Ceremonia de premiación | Categoría                   | Resultado | Ref.    |
| ---- | ----------------------- | --------------------------- | --------- | ------- |
| 1989 | Premios Eisner          | Mejor novela gráfica        | Ganador   | [ 14 ]  |
| 1989 | Premios Eisner          | Mejor guionista             | Ganador   | [ 14 ]  |
| 1989 | Premios Eisner          | Mejor dibujante             | Ganador   | [ 14 ]  |
| 1989 | Premios Eisner          | Mejor número autoconclusivo | Nominado  | [ 16 ]  |
| 1989 | Premios Harvey          | Mejor historia              | Ganador   | [ 23 ]  |
| 1989 | Premios Harvey          | Mejor dibujante             | Ganador   | [ 23 ]  |
| 1989 | Premios Harvey          | Mejor novela gráfica        | Ganador   | [ 23 ]  |
| 1989 | Premios Harvey          | Mejor colorista             | Ganador   | [ 23 ]  |
| 1989 | Premios Haxtur          | Mejor dibujo                | Ganador   | [ 103 ] |
| 1989 | Premios Haxtur          | Mejor portada               | Nominado  | [ 103 ] |
| 1989 | Premios Haxtur          | Artista más votado          | Ganador   | [ 103 ] |

## Legado de la obra

### En estudios y polémicas

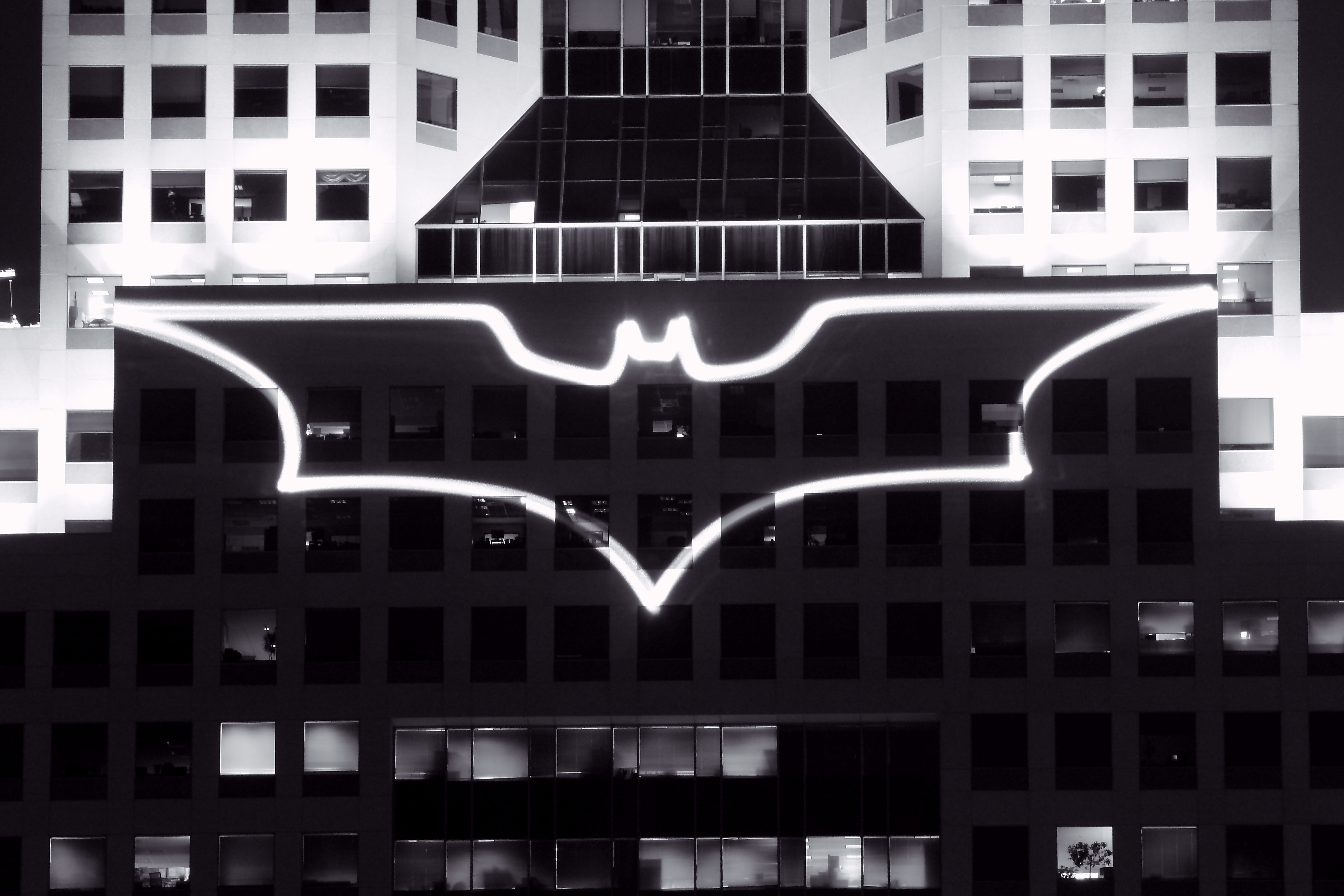
La bati-señal proyectada contra el edificio Fifth Avenue Place durante la filmación de The Dark Knight Rises en Pittsburgh. En su estreno en Aurora, Colorado un sociópata provocó una masacre asesinando a 12 personas y dejando a otras 58 heridas. Publicaciones señalaron a la obra de Moore como una de sus posibles inspiraciones.

Batman: The Killing Joke recibió atención de parte de diversas publicaciones e instituciones que presentaron estudios sobre su importancia, sobre el legado de la obra e influencia en películas. Literature and Ethics: From the Green Knight to the Dark Knight es un estudio de la universidad británica Liverpool Hope publicado en 2010 por la editorial Cambridge Scholars Publishing que revisa la ética de la literatura y de las novelas gráficas de los jóvenes. Uno de sus capítulos finales se centra en los temas de «Justicia y criminalidad» y revisa la novela de Frank Miller, Batman: The Dark Knight Returns, junto con la de Moore. En el artículo de 2011 de Hannah L. McCormack para la universidad de Yorkville (Canadá) Case Study Personality Report: The Character of the Joker from The Dark Knight es analizada la película The Dark Knight tomando como una de sus bases argumentales y artísticas a la novela. Past as Multiple Choice - Textual Anarchy and The Problems of Continuity in Batman: The Killing Joke es el primer estudio publicado por el Scandinavian Journal en su edición sobre cómics de 2011 y en él se analiza la conexión de la obra con los temas anarquistas, su estilo, diseño y contenido artístico. Los escritores de Tebeosfera José Marco Segura Jubert y Juan Pablo Morales publicaron El Joker y su reescritura: desde el tarot a The Dark Knight a finales de 2012, en él analizan Batman: The Killing Joke como una de las grandes influencias del segundo filme de la trilogía de Nolan, además de explorar los orígenes del villano y las conexiones que tiene con el tarot. Hannah Means escribió Dualism and the Dark Side in Batman: The Killing Joke para la Sequart Research & Literacy Organization como el séptimo artículo de los diez contemplados en su estudio de 2012 titulado Meet the Magus. En él la escritora señala el dualismo y las diferencias éticas de Batman y el Joker comparándolos con el tarot y las imágenes religiosas. And the Universe so Big: Understanding Batman: The Killing Joke es un libro publicado por la Sequart Research & Literacy Organization en noviembre de 2012 en el que el doctor Julian Darius examina el contexto de la novela y su narrativa.
Poco después de la masacre que James Eagan Holmes provocó durante el estreno de The Dark Knight Rises el 20 de julio de 2012 en Aurora, Colorado algunas publicaciones mencionaron a la obra como una de las posibles inspiraciones para él. La revista colombiana Semana la mencionó junto a The Dark Knight Returns y a la propia trilogía de Nolan como las posibles historias que influenciaron el ataque del sociópata. Mientras que la cadena de televisión de Nueva Zelanda TV3 entregó un artículo a través de su sitio web en el que comentaban que la violencia de historias como Batman: The Killing Joke pudo influenciar a Holmes. En marzo de 2013 el Pontificio Consejo para las Comunicaciones Sociales se hizo eco en su sitio web y en su cuenta de Twitter de un artículo de Adam Shaw, periodista del diario estadounidense National Catholic Reporter llamado: «Holy switcheroo! Batman has grown bitter, more vengeful with the years» (En español: «¡Santo cambiolín! Batman se ha vuelto más amargado, más vengativo con los años»). El artículo analiza la transformación de Batman a través del tiempo comentando que la versión actual del personaje es una mala influencia para los lectores jóvenes, Shaw menciona a Batman: The Killing Joke como uno de sus principales ejemplos ya que en la obra se aprecia a un Joker «sumamente psicótico y sádico».

### En historietas
La novela se volvió un hito histórico del mundo de los cómics y un punto de referencia para diversos escritores dentro de DC. La editorial replanteó y posteriormente relanzó todas sus historietas, esto luego del término de la serie limitada de cinco tomos Flashpoint. La nueva línea de cómics titulada como The New 52 comenzó a ser vendida a partir del 31 de agosto de 2011 con la historieta Justice League n.° 1, mientras que el resto de las series que se reformularon iniciaron sus ventas a partir de septiembre del mismo año. Dentro de esta nueva continuidad salió al mercado la serie mensual de Batgirl, en la cual es Barbara la protagonista. Gail Simone escritora de los cómics conservó la historia creada por Moore como parte de la nueva continuidad y la utilizó realizando modificaciones. En esta historia la hija del jefe de policía estuvo tres años en la silla de ruedas y transcurrió uno desde su recuperación hasta el cómic Batgirl n.° 1. Respecto a la recuperación del personaje, Simone dijo:

«Es un cambio importante, su cuerpo y su memoria la pueden sorprender siempre [en los momentos equivocados]. Es joven, y está aprendiendo cómo hacerse valer de nuevo [...] cómo superarlo. Algo que quiero contar en la serie es cómo los efectos del estrés post-traumático vivido tras un evento similar, pueden golpear hasta a las personas más duras e inteligentes. En los cómics hemos visto muy poco sobre esto. Regresan de los muertos, son torturados, el mundo es amenazado [...] y al día siguiente, todo parece haberse olvidado».

Respecto al método utilizado para la rehabilitación del personaje Simone comentó que no quería que fuera algo propio de la ciencia ficción aludiendo a que no fue algo fantástico o imposible lo que la dejó gravemente herida en primer lugar, agregando: «Algunos de los mejores trabajos en el campo de la rehabilitación se están produciendo en Sudáfrica. Existen tratamientos que pueden devolver la movilidad. La espina dorsal de Barbara no estaba dañada, y eso la convertía en una buena candidata». En la historieta especial Batgirl n.° 0 —lanzada en septiembre de 2012 conmemorando el primer año de la serie— se muestra como es que el Joker atacó a la joven en la nueva línea de continuidad. En los cómics Barbara describe el ataque como «una violación a su paz y tranquilidad, resaltando que es una de las mujeres más fuertes de la ciudad y no pudo defenderse».
En octubre de 2012 salió al mercado el arco argumental crossover de las series de Batman llamado Death of the Family, en la historia que inicia en el n.° 13 de la saga de Batman el Joker reaparece después de irse en la primera historieta del Detective Comics de The New 52. En una entrevista del diario Los Angeles Times en la que al escritor Scott Snyder le preguntaron sobre su inspiración, él comentó: «Diría que me base en aquellas versiones del Joker en que es un anarquista y tiene algo que demostrar al mundo. [...] Me incline por las apariciones del personaje en The Dark Knight Returns y en las que realizó durante el tiempo de Grant Morrison como escritor de la serie de Batman. También en Batman: The Killing Joke, donde realmente tiene algo que demostrar a la gente, algo que él considera muy importante para sí mismo». Durante el lanzamiento de la saga Snyder comentó: «Esta historia es muy personal e importante para mí, es algo que ha ido cobrando forma desde que comencé a trabajar en la serie limitada Gates Of Gotham. Básicamente es mi gran exploración del Joker, es como mi Batman: The Killing Joke». Snyder dijo que lo excitante del argumento de su historia era que se podría ver a los distintos miembros de la «batifamilia» cara a cara con el villano, posteriormente agregó que «nunca antes Batgirl se enfrentó directamente a él, en Batman: The Killing Joke el villano la utiliza para hacerle la peor de las bromas a su padre». Respecto a esto argumento que buscó contrastar: «En el arco argumental el Joker desea hacerle una broma asesina a Barbara, con la que busca romperla a ella en vez de a su padre. [...] Es algo que no se vio antes». En el cómic número quince de la serie Red Hood and the Outlaws protagonizada por el actual Red Hood, Starfire y Arsenal, —que forma parte del arco argumental— el Joker secuestra a Red Hood y lo hace revivir su dura infancia, es durante esos momentos donde el héroe habla sobre varios de los crímenes del villano mencionando entre ellos su ataque contra Barbara. La historia del cómic Batgirl n.° 13 se entrelaza con el arco al finalizar la historieta, mostrando la llegada de los secuaces del villano al departamento de la joven, es hay donde se aprecia una clara referencia a Batman: The Killing Joke ya que todos llevan la misma ropa que uso el Joker al dejarla paralítica. En el número 14 de la serie inician las apariciones directas del villano, luego de que sus ayudantes secuestran a la madre de Barbara y se dirigieran a su departamento para intentar atacarla —sin tener éxito— una serie de flash backs muestra como es que a diferencia de la continuidad anterior él si estaba al tanto de que la hija del jefe de policía era una heroína. Dentro de esa historia Barbara comenta en diversas ocasiones que «él Joker fue quien se llevó su columna». El escritor Tom Taylor mostró haberse inspirado en la novela para su cómic Injustice: Gods Among Us, creado especialmente para promocionar el juego homónimo, esto, ya que según los críticos especializados muestra como motor principal de su argumento al Joker esforzándose por volver loco a Superman. El diario The Indian Express entregó un comunicado en el que anunciaba la tercera Comic-con de la India y hablaba sobre las nuevas novelas gráficas creadas en el país, diciendo:

«Las novelas gráficas o cómics de autores indios no sólo son la adaptación rápida a la dinámica de un lector en constante cambio, poseen estilos utilizados por los escritores de Occidente. Haciendo gala de un público culto, se basan en obras como Superman: Man of Steel, Arkham Asylum: A Serious House on Serious Earth, Grave Sight y Batman: The Killing Joke por su lenguaje y arte detallados».

### En los medios
La novela ha influenciado numerosas obras en medios como el cine y la televisión. Tim Burton reveló al momento de hacer su adaptación cinematográfica de Batman que este era su cómic favorito, comentando: «Nunca fui un gran fan de los cómics, aunque la imagen de Batman y el Joker siempre me ha encantado. La razón por la que nunca he sido un fan de las historietas —y creo que esto comenzó desde que era niño— es porque jamás supe cuál era la viñeta que se suponía tenía que leer. No sé si se trataba de dislexia o de qué, pero por eso me encantó Batman: The Killing Joke, porque por primera vez pude saber cuál leer. Es mi favorito. Es el primer cómic que me ha llegado a encantar. Y el éxito de esas novelas gráficas hizo más aceptables nuestras ideas». Christopher Nolan, director de la última trilogía del encapuchado, comentó que le entregó una copia de la obra al actor Heath Ledger para que pudiera encarnar al Joker. También dijo que fue de donde obtuvo la idea de los múltiples recuerdos del pasado del villano en The Dark Knight y lo de llevar al límite a uno de los héroes. Lo que en la novela sufre Gordon en la película lo sufre Harvey Dent. Sobre dichas influencias, el diario español El País entregó un análisis en su sección de cultura con diversos comentarios. Argumentaron y mencionaron que diálogos como: «Dos sujetos que se disfrazan para hacer el bien y el mal respectivamente», se incluyeron para reafirmar que el desequilibrio de los protagonistas solo los acerca. Agregaron también que el Joker volvía a sus raíces en esta representación cuando el personaje parece divertirse al contar diversos orígenes para las cicatrices que surcan su cara. El diario llamó a la obra como una de las «cuatro joyas del cómic» que influenciaron a Nolan.
Para la serie creada por WB Television Network llamada Birds of Prey —levemente basada en la serie de historietas homónima— se toma como uno de los puntos de origen el ataque a Barbara. En el primer episodio se cuenta como la desaparición de Bruce Wayne y la de su alter ego la obligan a tomar el nombre clave de Oráculo después de ser atacada por el Joker y a formar el equipo de heroínas Birds of Prey junto a la hija de Bruce, Helena Kyle, y Dinah Lance. En la serie el Joker es interpretado en sus breves apariciones por el actor Mark Hamill y Barbara por Dina Meyer. Forrest Whaley produjo un cortometraje de stop motion creado utilizando piezas de construcción LEGO en el que se adapta la novela, en el vídeo el actor Patrick Girts le dio la voz al Joker y referenciando al filme Batman Returns utilizaron su música. La serie de televisión South Park referenció a Batman: The Killing Joke en su episodio n.º 201 —titulado oficialmente con dicho número—; la trama gira en torno a Eric Cartman, a la identidad de su padre y al regreso de su archienemigo y medio hermano Scott Tenorman, quien aparece en un parque de atracciones idéntico al que el Joker posee. La obra fue parodiada en un espectáculo de striptease realizado en la ciudad de Nueva York, en el cual es posible apreciar como una de las bailarinas —interpretando al Joker— finge golpear y torturar a la que interpreta a Barbara. En el filme Batman: Under The Red Hood se hacen relaciones con Batman: The Killing Joke cuando Jason Todd realiza un comentario sobre aquellos a los que el Joker ha atacado y al mostrar como el villano está obsesionado por retratar la muerte de Todd. Además, la banda de rock chilena Perro Viejo ha realizado un sencillo basado en esta obra, titulado El Chiste más Triste, y que está enfocado en el trágico origen del Joker y la repentina muerte de su amada que le conduce a la locura.